# 菜豆树
菜豆树又名山菜豆（学名：Radermachera sinica）是紫葳科菜豆树属的植物。分布于不丹、台湾以及中国大陆的广东、云南、贵州、广西等地，生长于海拔340米至750米的地区，一般生于山谷以及平地疏林中，也是常見的園藝植物，因為極其耐陰的特性，所以是少數可放室內的木本植物。
其种加词sinica，意为“中华的”。

## 别名
苦苓舅（台湾），豇豆树（云南富宁），辣椒树（云南河口），接骨凉伞、森木凉伞、朝阳花、牛尾木（广西实用中草药），豆角木、牛尾豆、蛇仔豆、鸡豆木、大朝阳（广西中兽医药用植物），跌死猫树（海南）
台灣又俗稱為：旺旺樹、進財樹或幸福樹。